# Miracle Mirror
Miracle Mirror is een muziekalbum van Golden Earring uit voorjaar 1968
Miracle Mirror markeert de eerste koerswijziging van The Golden Earrings. Nadat de beatmuziek op de eerste twee elpees heeft gedomineerd, krijgt de opvolger, geheel volgens de mode van het moment, meer psychedelische tinten mee. De beat wordt ook steviger, zoals op The Truth About Arthur, Crystal Heaven en Gipsy Rhapsody. Deze verandering is mede te danken aan de nieuwe zanger Barry Hay, die afkomstig is van de ruigere Haigs, de voormalig zanger Frans Krassenburg heeft inmiddels na Peter De Ronde de band verlaten. Single is het opmerkelijke, door Rinus Gerritsen en George Kooymans geschreven I've Just Lost Somebody.

## Nummers
1. The Truth About Arthur (2.54)
2. Circus Will Be in Town in Time (3.25)
3. Crystal Heaven (3.50)
4. Sam and Sue (1.41)
5. I've Just Lost Somebody (3.05)
6. Mr. Fortune's Wife (3.15)
7. Who Cares? (3.44)
8. Born a Second Time (2.38)
9. Magnificent Magistral (2.43)
10. Must I Cry? (2.16)
11. Nothing Can Change This World of Mine (3.21)
12. Gipsy Rhapsody (3.19)

Discografie